# ルーク・シャウブ

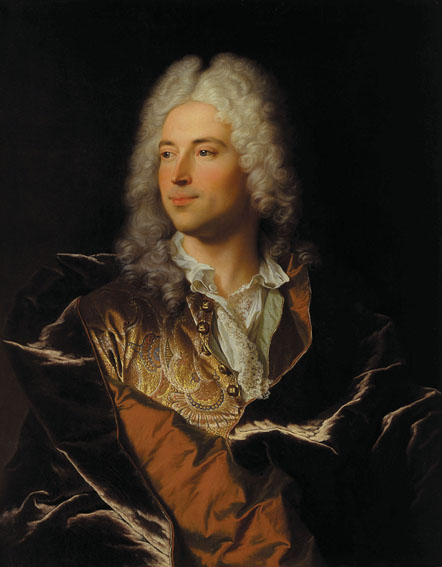
イアサント・リゴーによる肖像画、1721年作、バーゼル市立美術館所蔵。

サー・ルーク・シャウブ（英語: Sir Luke Schaub、1690年 – 1758年2月27日）は、イギリスの外交官。神聖ローマ帝国駐在イギリス代理公使、スペイン駐在イギリス代理公使、フランス駐在イギリス大使を歴任した。

## 生涯
スイスのバーゼルで生まれた。神聖ローマ帝国駐在イギリス特命全権公使の初代コバム男爵リチャード・テンプル（在任：1714年 – 1715年5月）の秘書を務め、コバム男爵の離任後から1716年12月に後任のアブラハム・スタンヤンが到着するまで代理公使として、引き続きウィーンに残った。1717年10月6日に帰国したが、1718年3月から5月には再び代理公使を務めた。外交官としての功績により、1717年1月にジェームズ・スタンホープ（後の初代スタンホープ伯爵）がシャウブに200ポンドの年金を与えることを出願し、さらに彼を腹心の秘書にした。シャウブはスタンホープに同伴して、1718年6月から7月にかけてパリに滞在した後、8月にスペインに向かい、スタンホープは8月27日に出国したがシャウブは以降1年ほどマドリードに留まった。1720年に四国同盟戦争が終結して英西間の外交関係が再開されると、シャウブは代理公使としてマドリードに派遣され、1720年2月8日に到着した。正式な公使として派遣されたウィリアム・スタンホープが1720年6月18日にマドリードに到着すると、シャウブは7月21日に出国した。その後、ハノーファーに派遣され、同じくジョージ1世を君主として戴くイギリス・ハノーファー両宮廷の友好を保った。1720年10月8日、騎士爵に叙された。
1721年にスタンホープ伯爵が死去すると、シャウブは第2代カートレット男爵ジョン・カートレットに接近した。シャウブがフランスのギヨーム・デュボワ枢機卿と親しい間柄にあったため、カートレットはシャウブがパリ駐在公使として適任であると考え、1721年3月にシャウブをフランス駐在イギリス大使として派遣、シャウブは3月11日頃に到着した。この派遣はスタンホープ伯爵の死がイギリスの対仏政策に悪影響を与えないという姿勢をフランスに示すためでもあったという。しかし、カートレット男爵の指名した人物であったため、タウンゼンド子爵やロバート・ウォルポールに嫌われ、2人は1723年10月にウォルポールの弟ホレイショ・ウォルポール（後の初代ウォルポール男爵）をパリに派遣してシャウブの追い落としにかかった。このような陰謀に加えてデュボワ枢機卿の死（1723年8月）、シャウブがジョージ1世の目には「家系にもコネにも見どころのない外国人」に映ったこともあり、シャウブは1724年5月に召還された。ウォルポールは以降もシャウブを疑いの目でみており、1736年にシャウブがパリ行きを準備しているとウォルポールはフランス駐在大使の初代ウォルドグレイヴ伯爵ジェームズ・ウォルドグレイヴにシャウブへの疑いを述べた。
1730年、国王ジョージ2世（ハノーファー選帝侯を兼任）とポーランド王アウグスト2世（ザクセン選帝侯を兼任）の間の条約を交渉するためにポーランドに派遣され、同年11月8日から12月3日にかけてドレスデンに滞在した後、12月10日にワルシャワに到着した。翌年3月16日にはドレスデンに戻り、11月3日に出国した。
1758年2月27日に死去した。

## 人物

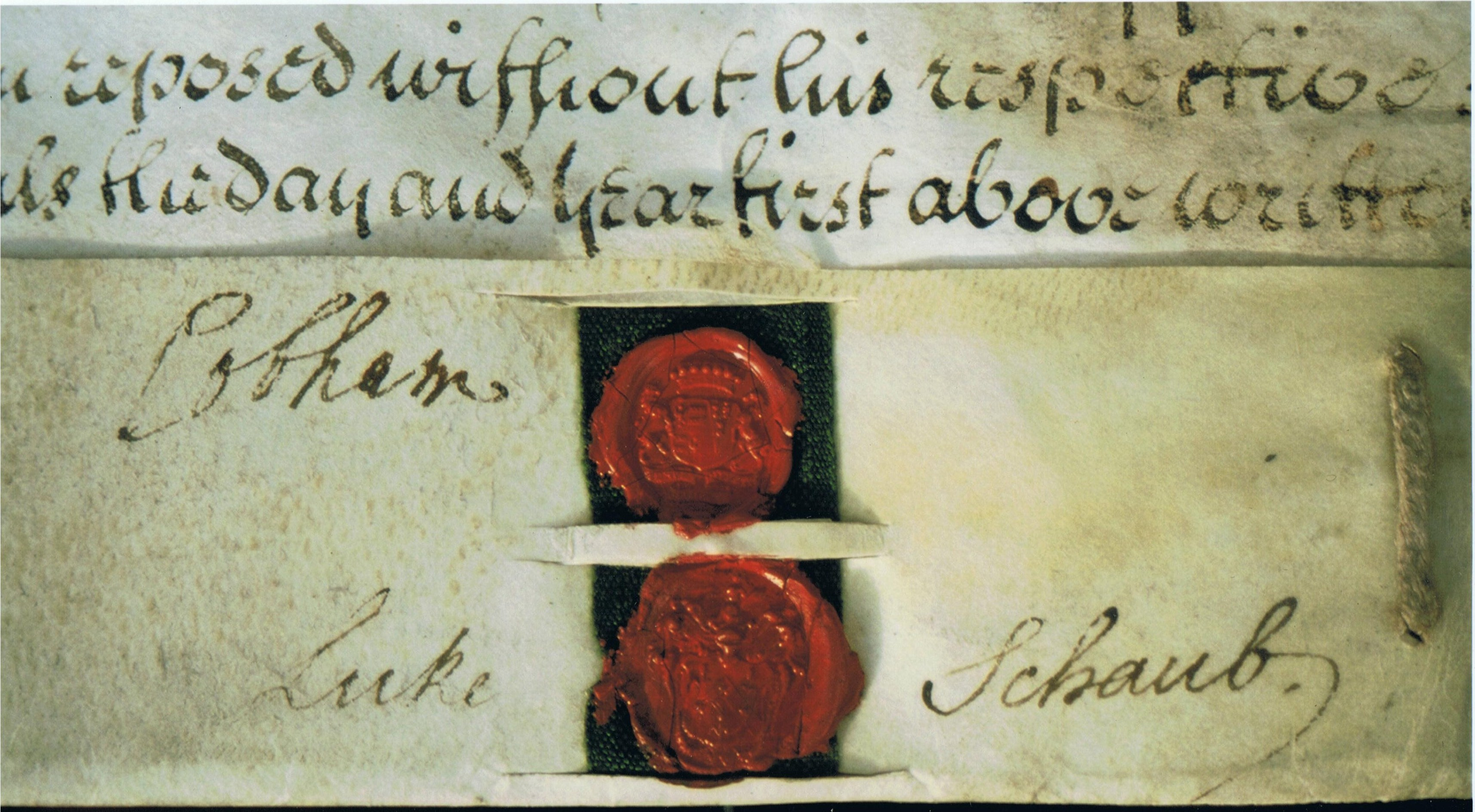
シャウブの署名（下）、1734年。

身長が低かった。ジョージ2世の話し相手の1人であり、キャロライン王妃への影響力もあったという。

## 家族
フランスのニーム出身の未亡人（1793年8月25日、ハンプトン・コート宮殿にて没）と結婚した。
- フレデリカ・オーガスタ（Frederica Augusta） - 1767年、ウィリアム・ロック（William Lock）と結婚

## 関連図書
- Woodfine, Philip. "Schaub, Sir Luke". Oxford Dictionary of National Biography (英語) (online ed.). Oxford University Press. doi:10.1093/ref:odnb/24798。 (要購読、またはイギリス公立図書館への会員加入。)
- Massini, Rudolf (1953). Sir Luke Schaub (1690?-1758): ein Basler im diplomatischen Dienst Englands (ドイツ語). Basel: In Kommission bei Helbing & Lichtenhahn. OCLC 34777075。

| 外交職                                               | 外交職                                             | 外交職                                                  |
| ---------------------------------------------------- | -------------------------------------------------- | ------------------------------------------------------- |
| 先代 コバム男爵                                      | 神聖ローマ帝国駐在イギリス代理公使 1715年 – 1716年 | 次代 アブラハム・スタンヤン                             |
| 先代 アブラハム・スタンヤン                          | 神聖ローマ帝国駐在イギリス代理公使 1718年          | 次代 フランソワ＝ルイ・ド・ペスム・ド・サン＝サフォラン |
| 空位四国同盟戦争最後の在位者ジョン・チェットウィンド | スペイン駐在イギリス代理公使 1720年                | 次代 ウィリアム・スタンホープ                           |
| 先代 サー・ロバート・サットン                        | フランス駐在イギリス大使 1721年 – 1724年           | 次代 ホレイショ・ウォルポール                           |